# Districte de Praga-Oest
El districte de Praga-Oest - (txec) Okres Praha-západ- és un dels tres districtes de la regió de Bohèmia Central, a la República Txeca. La capital és Praga.

## Llista de municipis
Bojanovice -
Bratřínov -
Březová-Oleško -
Buš -
Černolice -
Černošice -
Červený Újezd -
Choteč -
Chrášťany -
Chýně -
Chýnice -
Číčovice -
Čisovice -
Davle -
Dobrovíz -
Dobříš -
Dobřichovice -
Dolní Břežany -
Drahelčice -
Holubice -
Horoměřice -
Hostivice -
Hradištko -
Hvozdnice -
Jeneč -
Jesenice -
Jílové u Prahy -
Jíloviště -
Jinočany -
Kamenný Přívoz -
Karlík -
Klínec -
Kněževes -
Kosoř -
Kytín -
Lety -
Libčice nad Vltavou -
Libeř -
Lichoceves -
Líšnice -
Měchenice -
Mníšek pod Brdy -
Nučice -
Ohrobec -
Okoř -
Okrouhlo -
Ořech -
Petrov -
Pohoří -
Průhonice -
Psáry -
Ptice -
Řevnice -
Řitka -
Roblín -
Roztoky -
Rudná -
Slapy -
Statenice -
Štěchovice -
Středokluky -
Svrkyně -
Tachlovice -
Trnová -
Třebotov -
Tuchoměřice -
Tursko -
Úholičky -
Úhonice -
Únětice -
Velké Přílepy -
Vestec -
Vonoklasy -
Vrané nad Vltavou -
Všenory -
Zahořany -
Zbuzany -
Zlatníky-Hodkovice -
Zvole